# Kajchosro van Kartli
Kajchosro (Georgisch:ქაიხოსრო; Kay Chusrau, Kai Chusraw)(1 januari 1674 - 27 oktober 1711), uit het huis Bagrationi, was koning van Kartlië (Oost-Georgië) van 1709 tot 1711, hoewel hij nooit effectief geregeerd heeft, vanwege zijn permanente afwezigheid, hij was in in de Perzische militaire dienst.
Hij was een zoon van Prins Levan, hij vergezelde zijn vader tijdens diens dienst in de Safavidische Rijk. Sinds 1703 kwam hij zelf op verschillende Perzische posten in hun administratie, waaronder de prefect van de Perzische hoofdstad Isfahan, adjunct en officier van justitie. Na de dood van zijn oom Gurgen Khan in 1709, werd hij benoemd als Wali/koning van Kartli. Hij bracht het geheel van zijn periode als koning door in Afghanistan waar hij tezamen met de benoeming als koning benoemd werd als opperbevelhebber van de Perzische strijdkrachten in Afghanistan. Kartli werd bestuurd door zijn broer Vachtang VI.